# Estrela de Galípoli

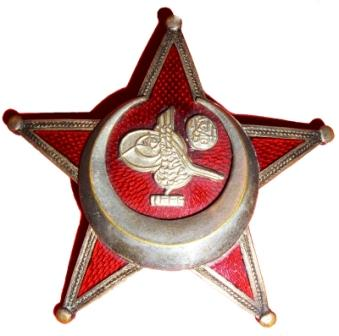
Estrela de Galípoli

Medalha Otomana de Guerra (em turco: Harp Madalyası), mais conhecida como Estrela de Galípoli, ou Crescente de Ferro (do alemão, Eiserner Halbmond, em alusão à Cruz de Ferro) foi uma condecoração militar do Império Otomano instituída pelo sultão Maomé V Raxade em 1 de Março de 1915 . A honraria foi concedida durante a Primeira Guerra Mundial para as tropas otomanas e dos Impérios Centrais, sobretudo pelos combates no Oriente Médio.